# Panenka (časopis)
Panenka je španělský měsíčník o fotbalové kultuře, který je pojmenovaný po českém fotbalistovi Antonínu Panenkovi. Časopis vychází od roku 2011 v Barceloně. Věnuje se fotbalové historii, kultuře i politice. Fungovat začal 20. června 2011, 35 let od Panenkovy penalty z roku 1976 ve finále mistrovství Evropy v Bělehradě.